# Borzas füzike
A borzas füzike (Epilobium hirsutum) a mirtuszvirágúak (Myrtales) rendjébe és a ligetszépefélék (Onagraceae) családjába tartozó faj.

## Előfordulása
A borzas füzike egész Európában megtalálható és gyakori. További természetes élőhelyei Észak-Afrikában és Ázsia egyes részein vannak. Észak-Amerikába és Ausztráliába betelepítették ezt a füzike-fajt. A Bodrogköz területén is előfordul.

## Megjelenése
A borzas füzike erősen elágazó szárú, 50-150 centiméter magas, elálló, hosszú, lágy szőröktől bozontos és rövid mirigyszőrös évelő növény. Levelei hosszúkásak vagy keskeny lándzsásak, szárölelők vagy kissé szárra futók, élesen fűrészes szélűek. Az alsó levelek átellenes, a felsők szórt állásúak. A 15-25 milliméter átmérőjű virágok élénk bíborszínűek, méhek vagy zengőlegyek porozzák. A sziromlevelek száma 4, a csészeleveleknél kétszer-háromszor hosszabbak. A bibe 4 hasábú, csillag alakban szétterülő cimpákkal. A termés 4 rekeszű, keskeny és hosszú tok. Éréskor felülről lefelé 4 keskeny kopáccsal nyílik fel, ezután a fehér szőrüstökkel ellátott magokat a szél hordja szét.

## Életmódja
A borzas füzike álló- és folyóvizek partján, időszakosan víz alá kerülő iszapos talajokon (például homok- és kavicsbányákban), árkokban, nádasokban, nedves, út menti gyomtársulásokban nő.
A virágzási ideje júniustól szeptember végéig tart.
Leveleit több rovarfaj fogyasztja, köztük pl. a Deilephila elpenor (kasmírlepke, szőlőszender) hernyója.

## Képek

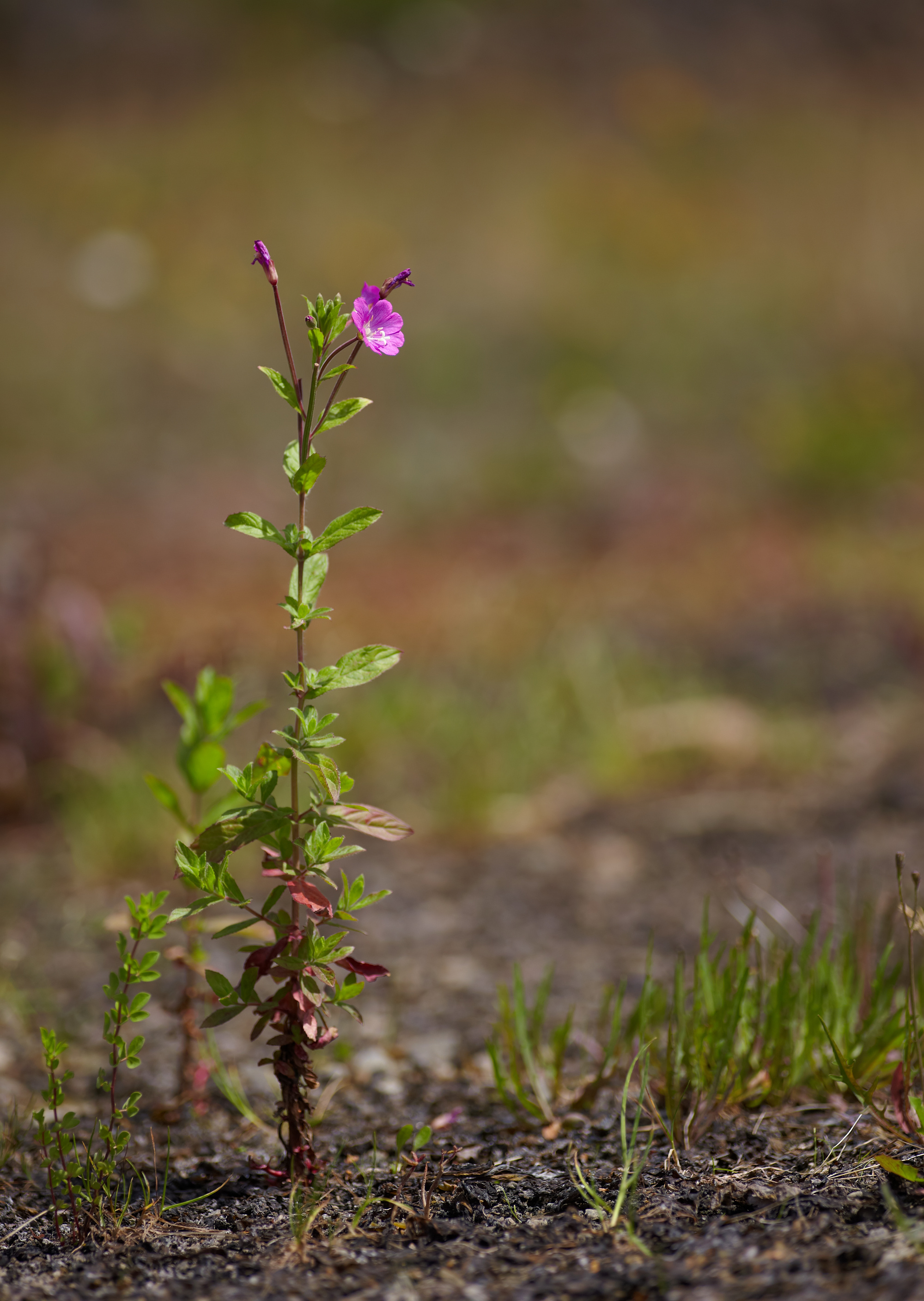
A növény
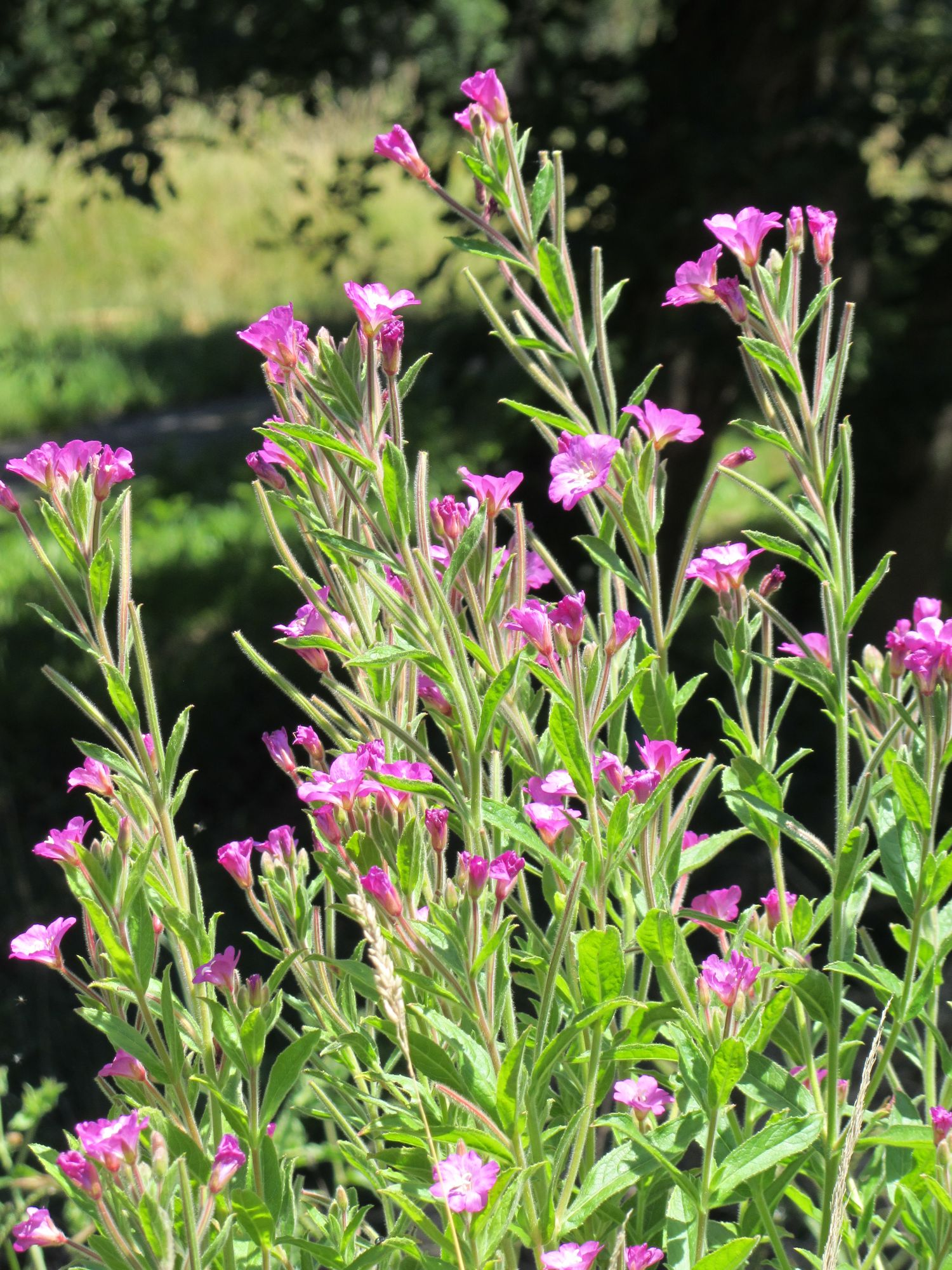
a természetes
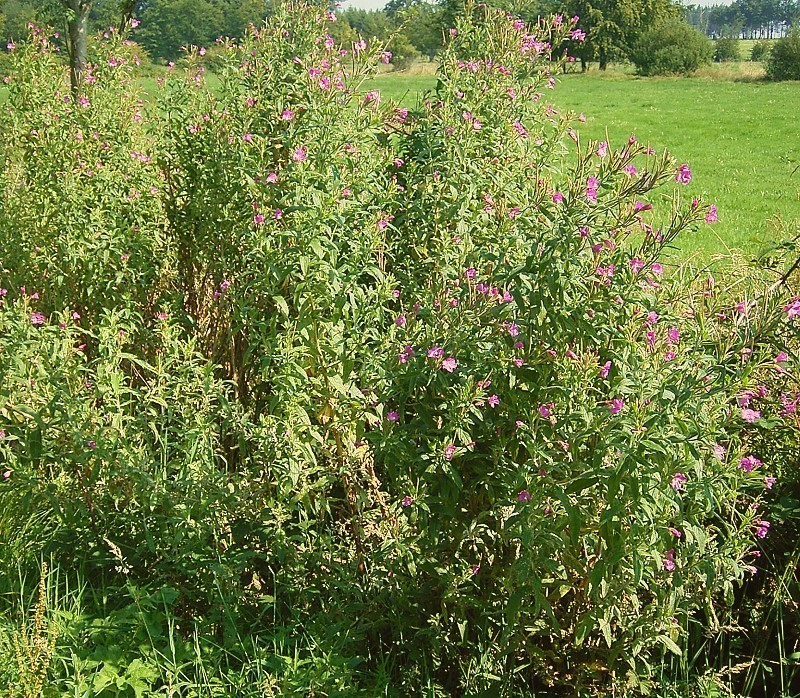
élőhelyén
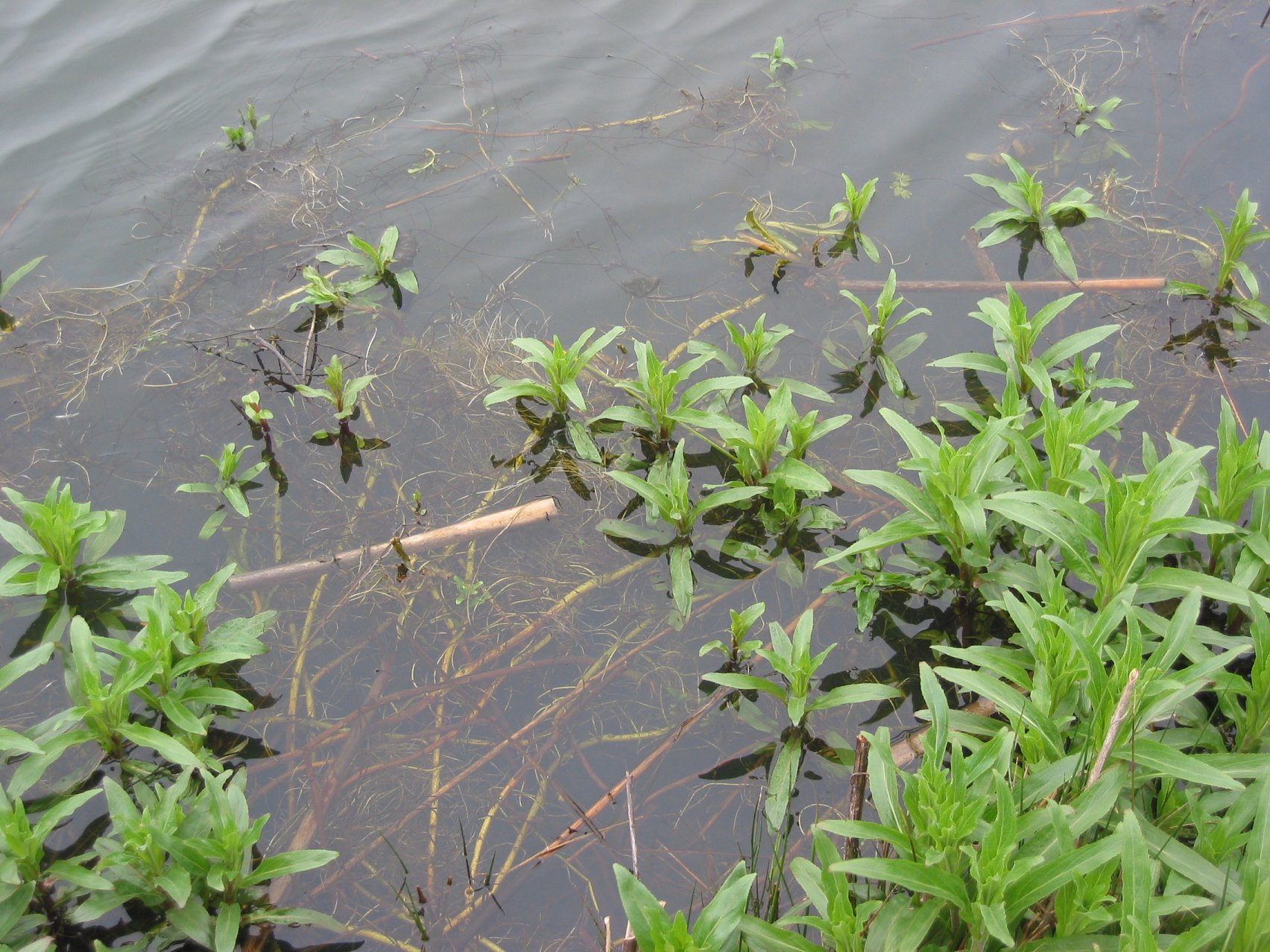
A vízben is nő
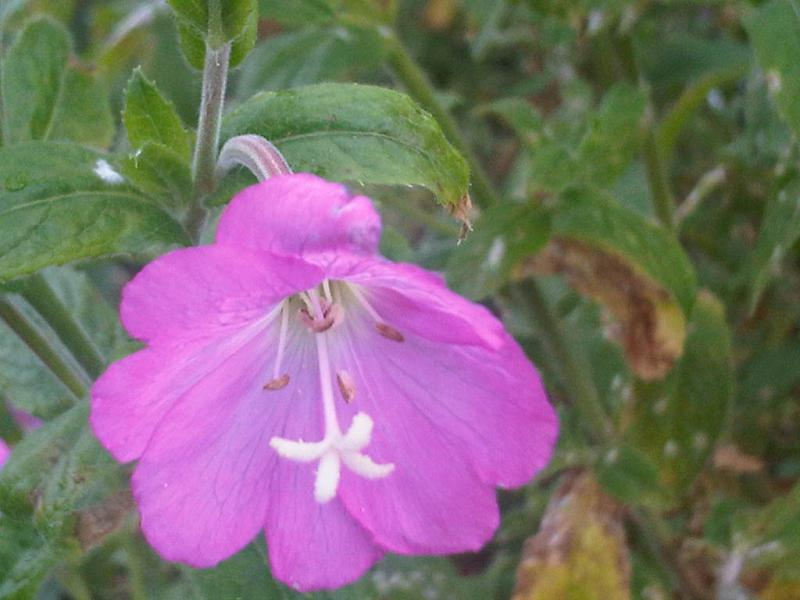
Virága
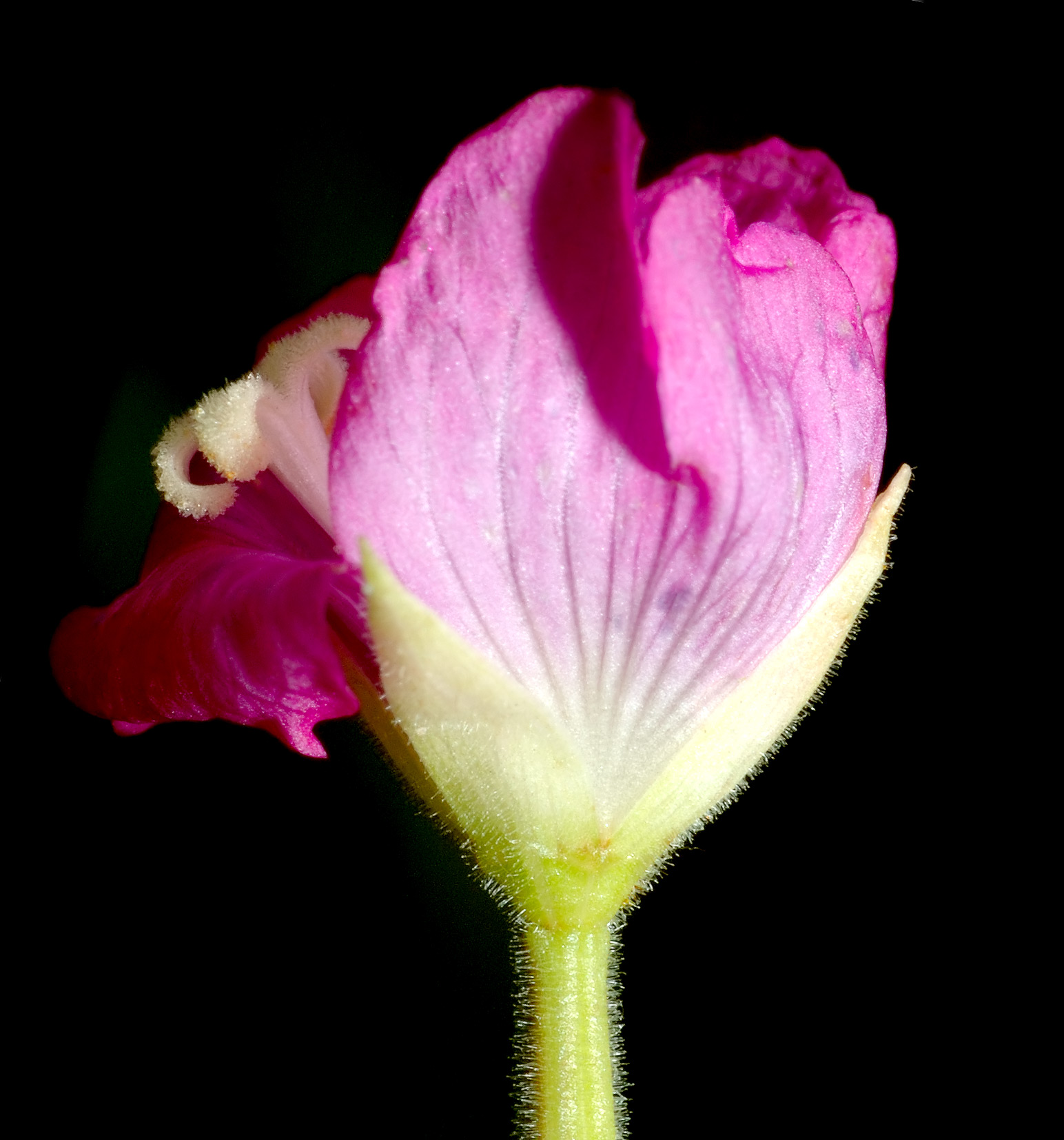
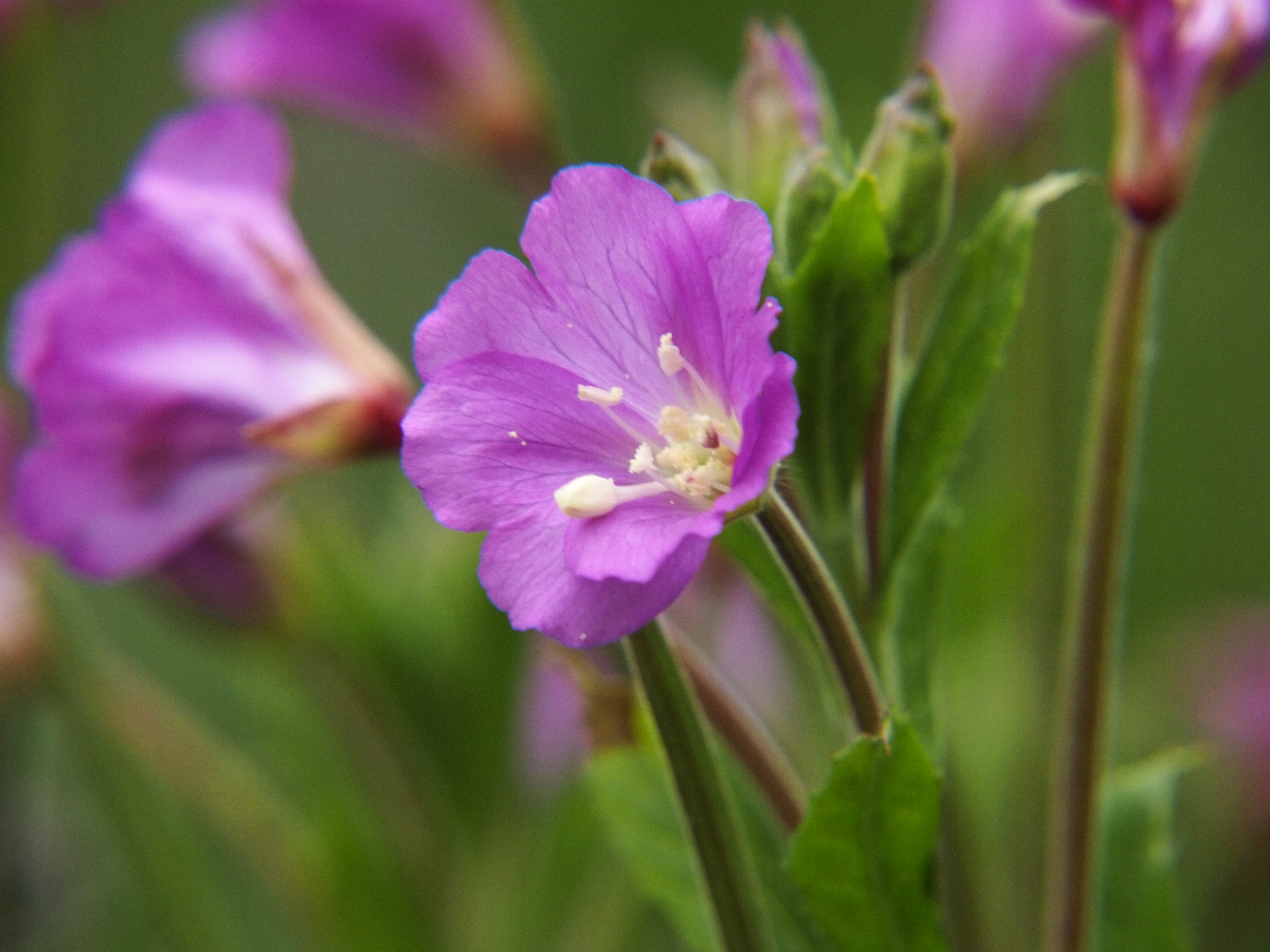
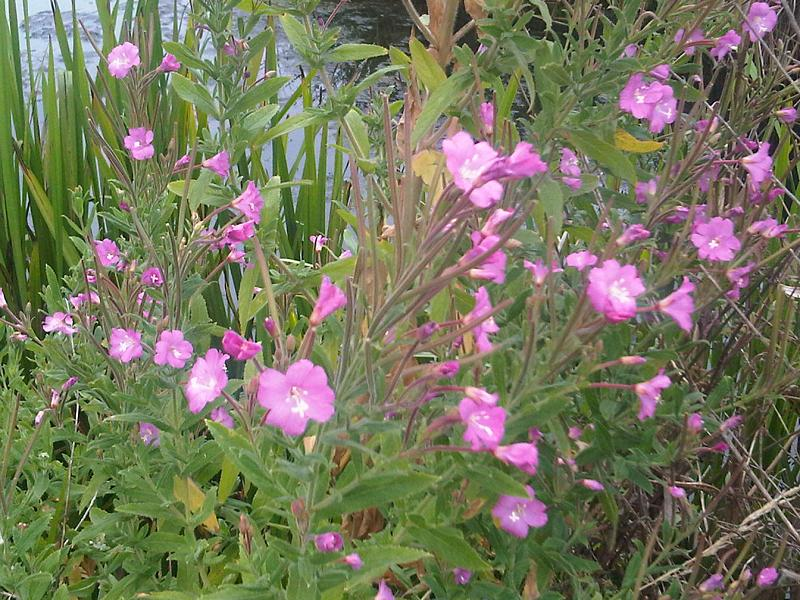
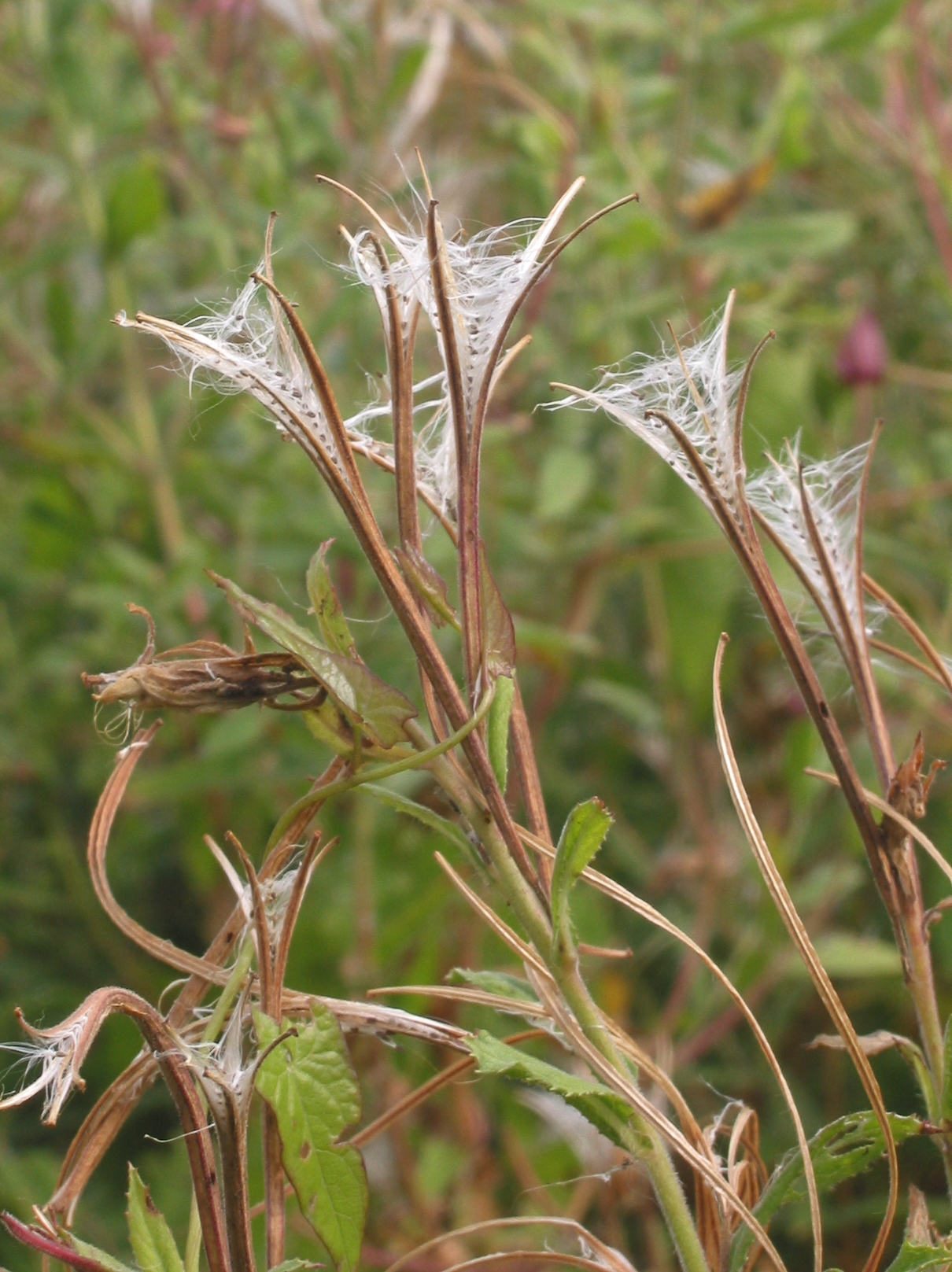
Termései
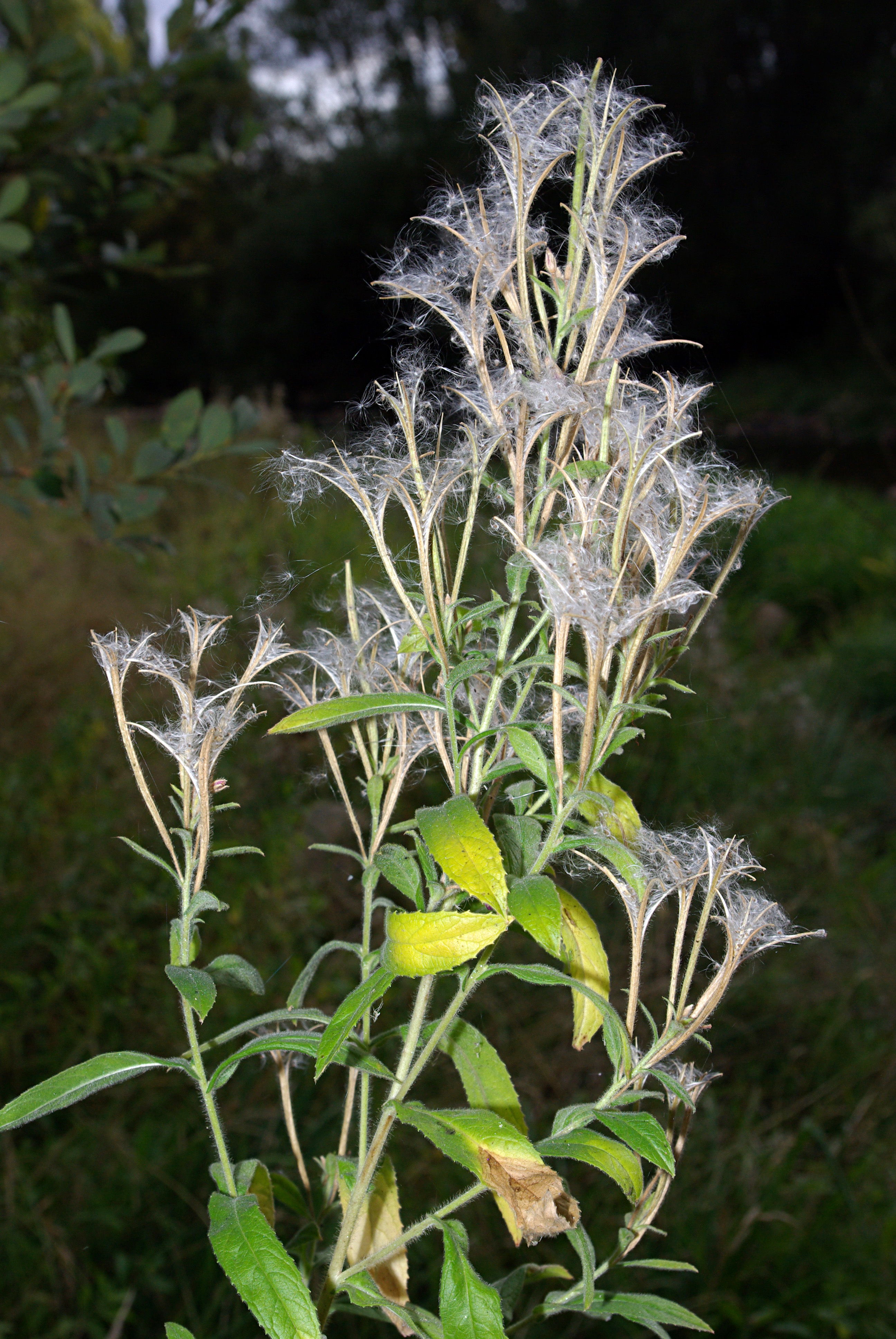
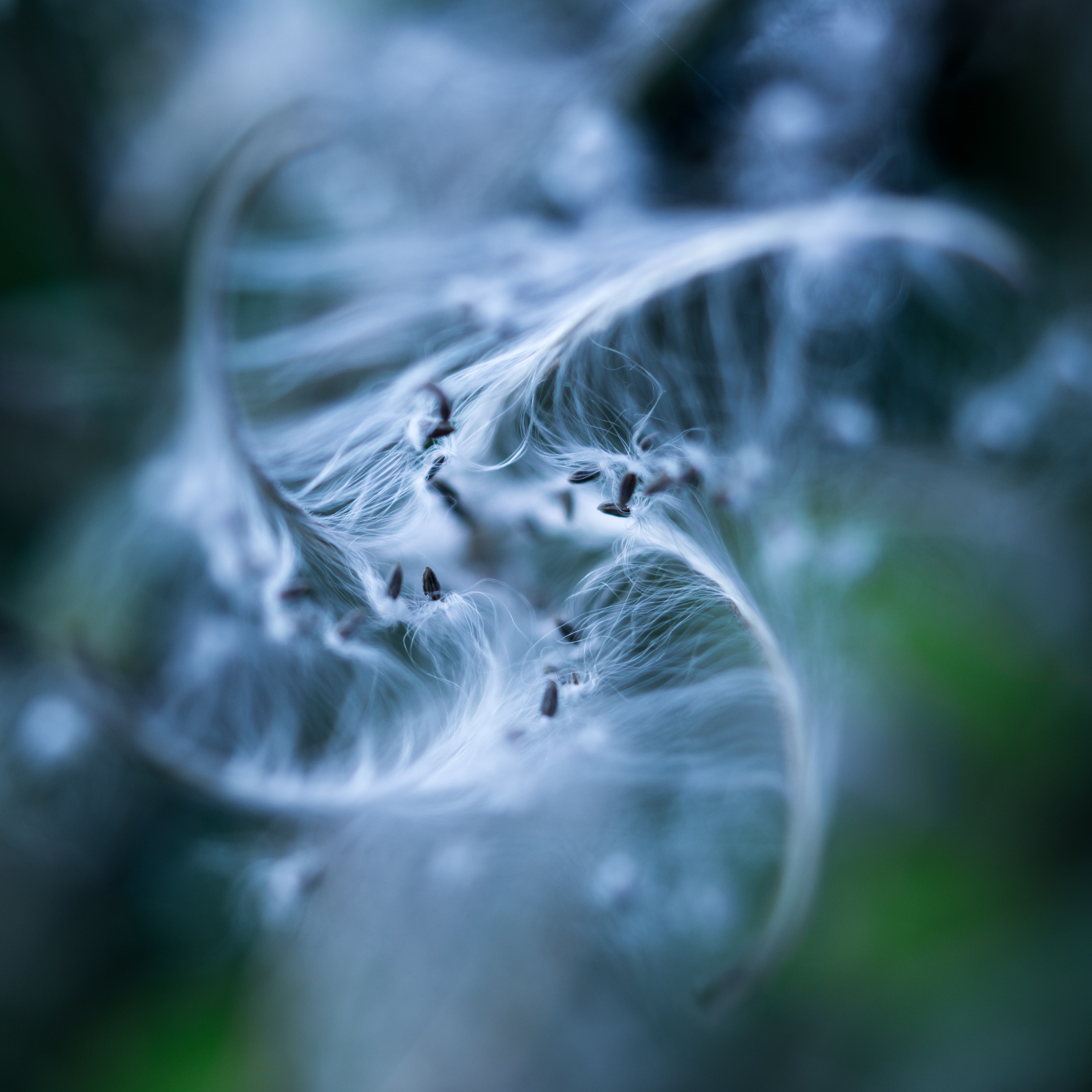
A magok fehér szőrüstökkel vannak ellátva
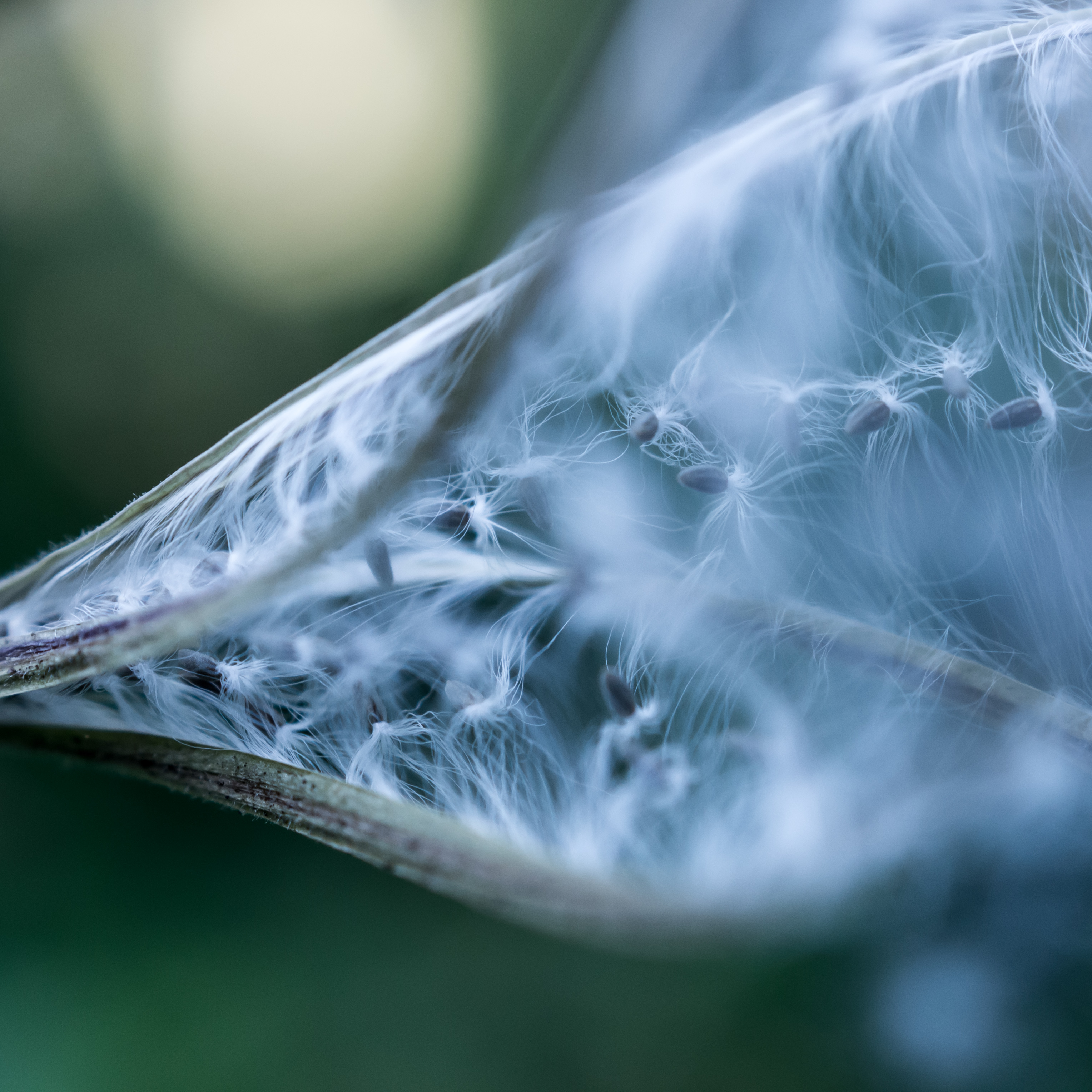
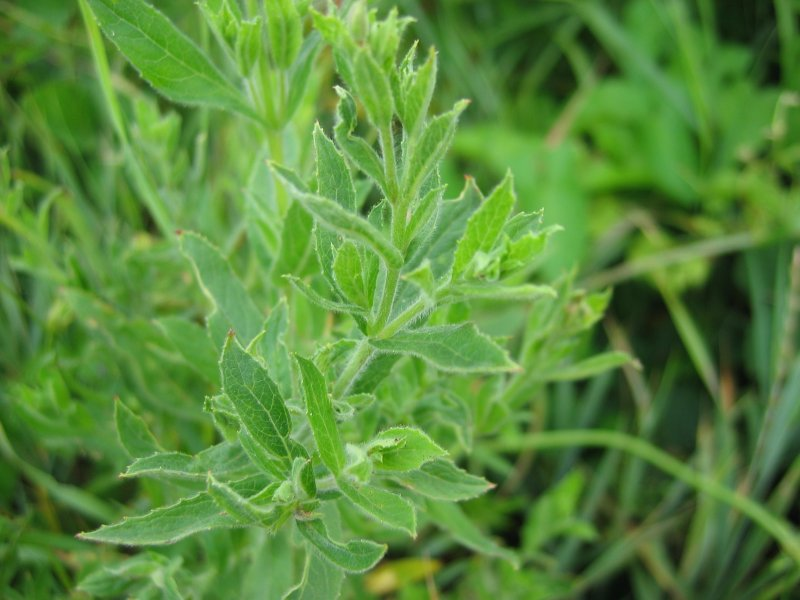
Levelei
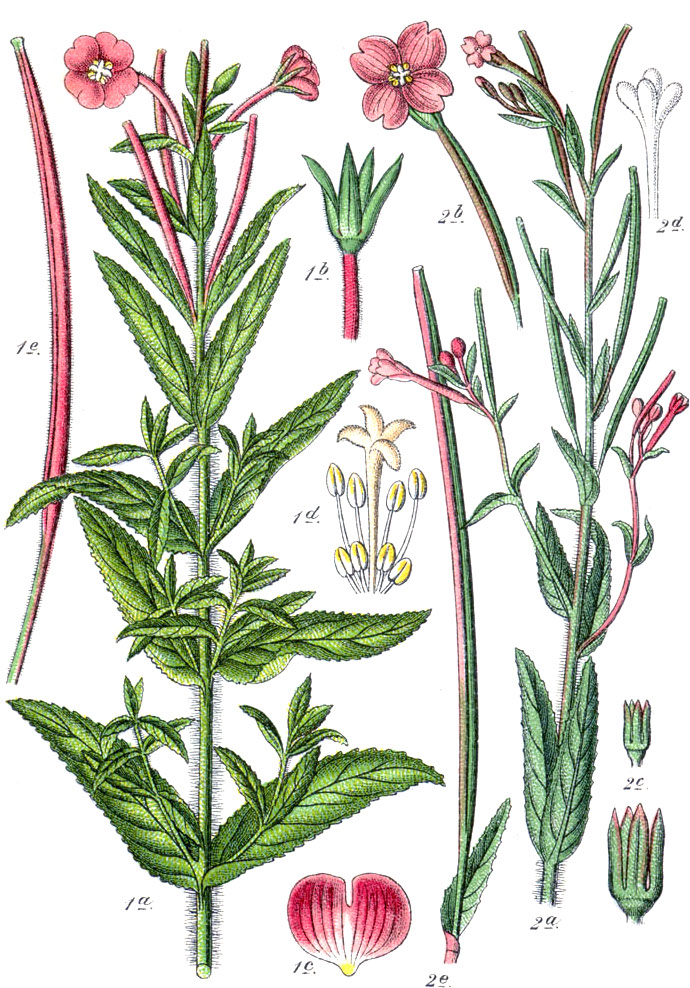
Rajzok a növényről
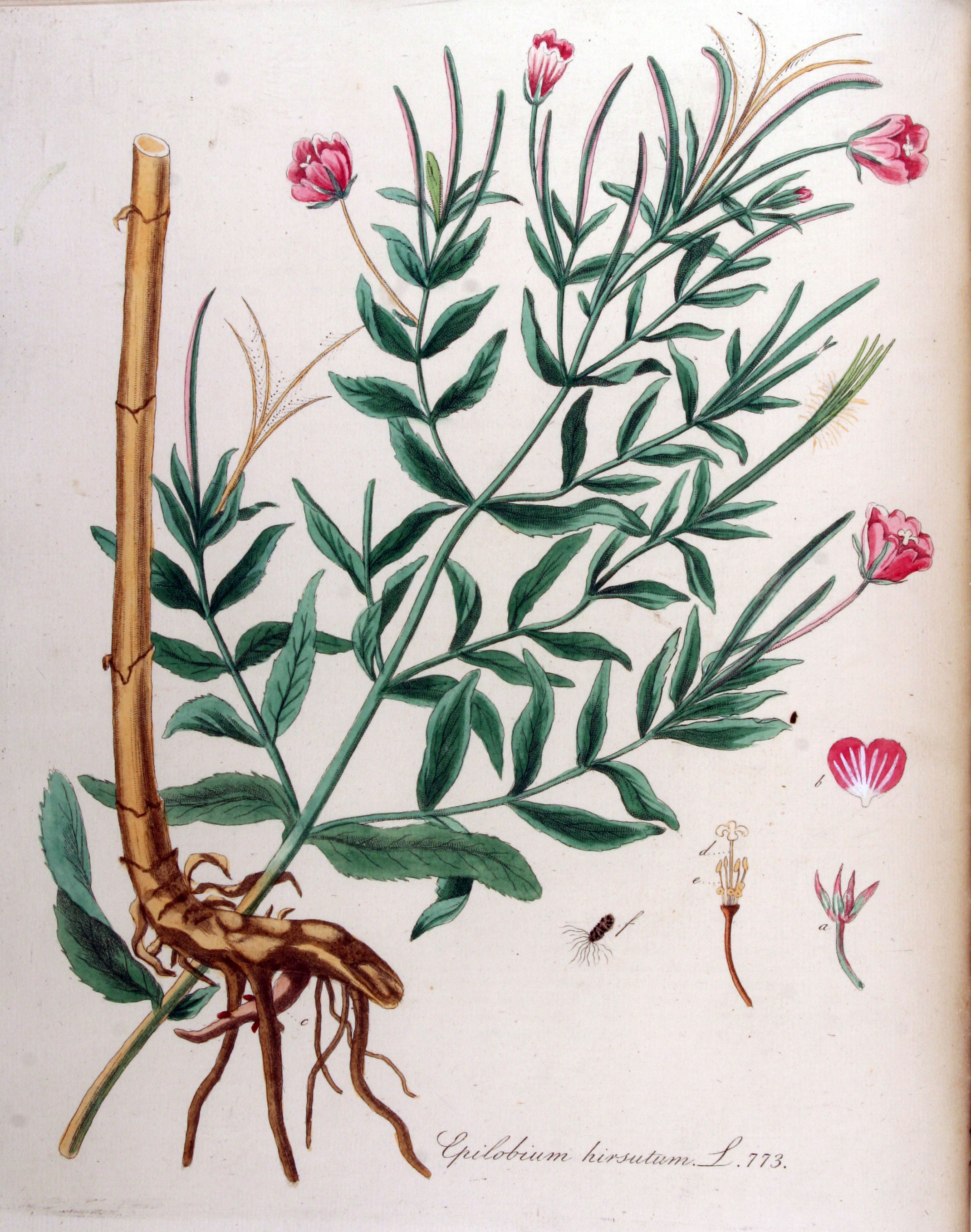